# X 4500
,,
Les X 4500 sont des autorails bicaisses (comportant une motrice et une remorque), 2e série de la famille surnommée « caravelles », appartenant à la Société nationale des chemins de fer français (SNCF), qui les classifie dans les éléments automoteurs diesel (EAD). Ils ont circulé en service commercial sur le réseau ferroviaire français de 1963 à 2010.

## Histoire

### Origine
Lors de leur livraison, ces éléments automoteurs sont dotés de la décoration extérieure en vogue dans les années 1960 à la SNCF, le rouge et blanc crème en partie supérieure. L'aménagement intérieur comprend cinq places de front (3 + 2) sur des banquettes de 2e classe.
Ils se différencient de la première série, les X 4300, par un moteur Saurer au lieu d'un moteur Poyaud. En revanche, la boîte de vitesses à transmission mécanique De Dietrich reste la même. Celle-ci se caractérise par des multiples à-coups lors des démarrages et au passage de chaque vitesse.

### Modernisation

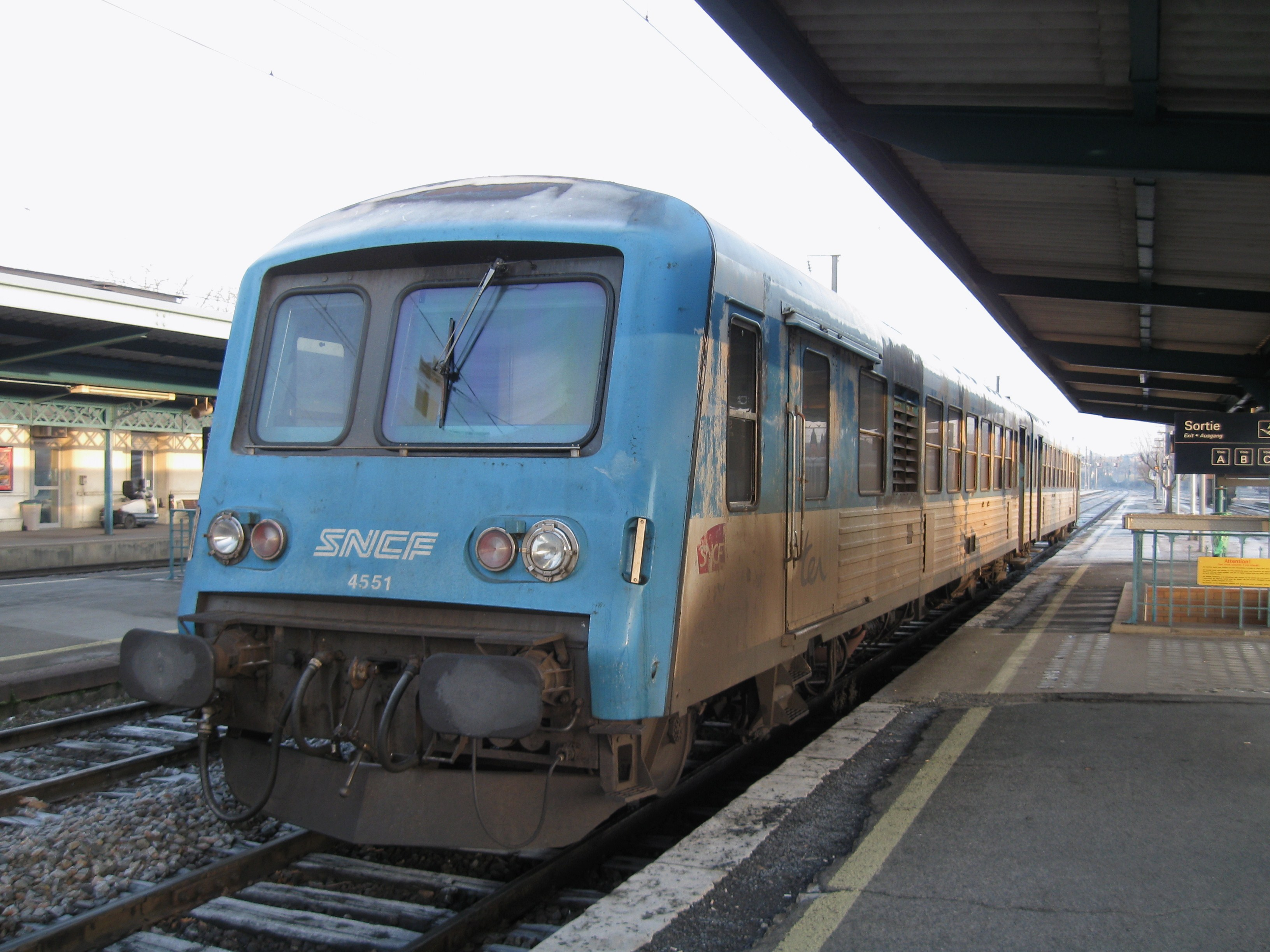
X 4500 modernisé en gare de Moulins-sur-Allier.

Dans les années 1980, leur confort est dépassé et ne tient plus face à celui de matériel neuf et surtout les TGV et Corail dont ils assurent la correspondance. Les critiques des usagers sont entendues et une remise à niveau est décidée.
La rénovation concerne la face avant des cabines de conduite avec un profil aérodynamique plus moderne, renforcé par un masque incliné du haut vers le bas pour protéger le conducteur en cas de choc, et l'aménagement intérieur est modernisé. Des sièges individuels remplacent les banquettes et l'espace dévolu aux passagers augmente en passant de cinq à quatre places de front (2+2). La livrée extérieure est remise au goût du jour.
Le financement de ces aménagements lourds est assuré par la SNCF pour la partie technique (masque des faces avant, motorisation, transmission, roulements...) et pour l'intérieur par des collectivités locales, sièges, peintures, revêtement de sol, rideaux. Chaque entité régionale peut choisir sa couleur dans la palette proposée par la SNCF : bleu Isabelle, vert perroquet, rouge vermillon ou jaune lithos.
Finalement, cette modernisation apporte un confort apprécié par la clientèle et un surcroit de sécurité pour les conducteurs. En revanche, l'opération alourdit les engins : de 36,2 à 40 tonnes pour la motrice et de 23,4 à 27,5 pour la remorque. Leur motorisation, déjà limitée, perd en capacité d'accélération.

## Lignes desservies
Liste non exhaustive :
- Annecy - La Roche-sur-Foron
- Lyon - Grenoble - Veynes

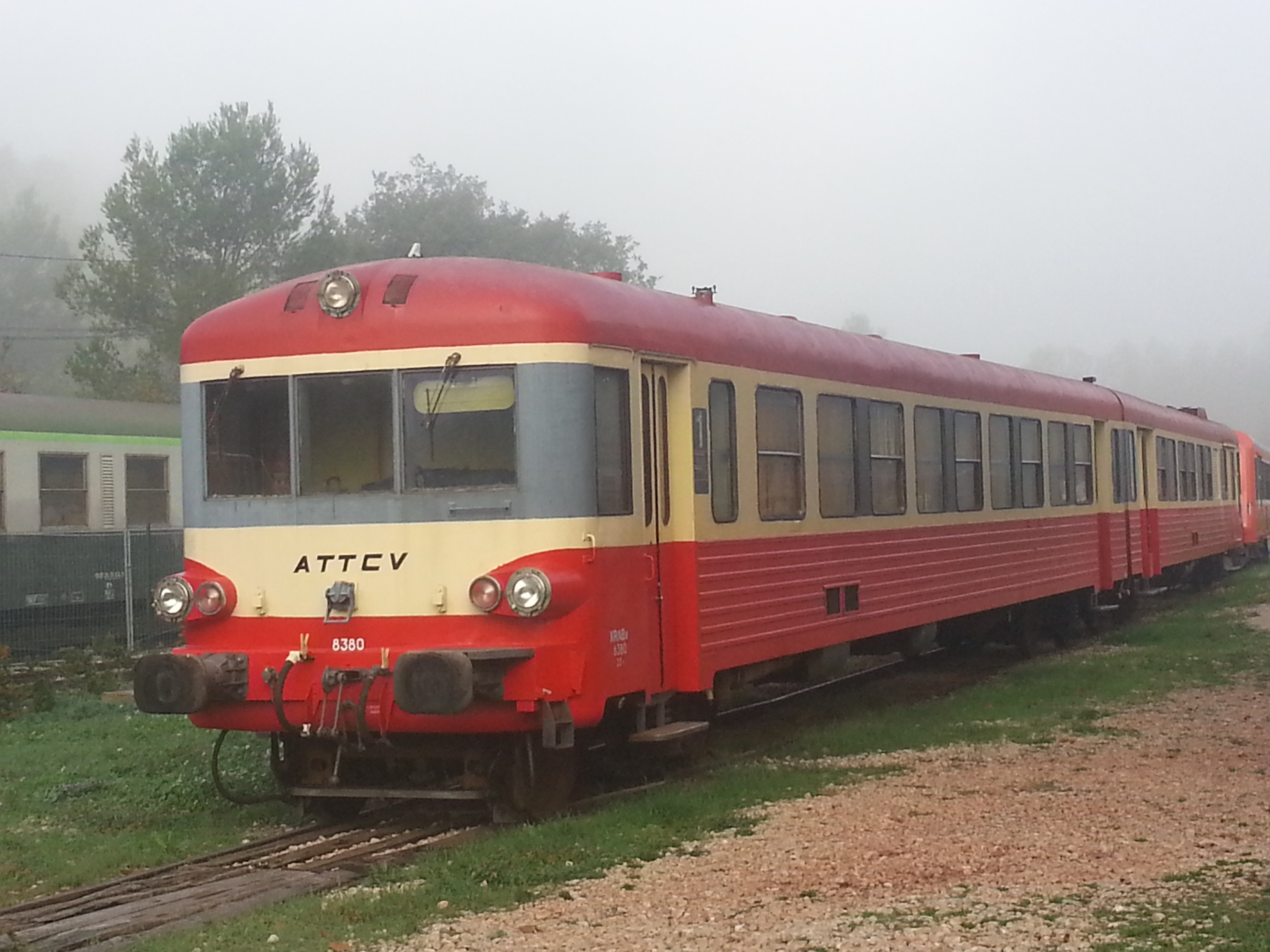
Livrée SNCF d'origine. Rame du Chemin de Fer touristique ATTCV de Carnoules (Var).

- "L'Alpazur" Genève - Culoz - Chambéry - Grenoble - Veynes - Digne (été 1972)
- Valence - Grenoble - Chambéry - Aix-les-Bains - Rumilly - Annecy - Genève-Eaux-Vives (été 1972, à la suite de l'interception de Chindrieux), en service international
- Valence - Grenoble - Chambéry - Aix-les-Bains - Culoz - Genève (du 01/10/1972 au 27/09/1975), en service international
- Reims - Laon via Saint-Erme
- Laon - Hirson
- Clermont-Ferrand - Thiers
- Clermont-Ferrand - Moulins - Nevers
- Clermont-Ferrand - Saint-Germain-des-Fossés - Saint-Etienne
- Nancy - Pont-Saint-Vincent - Contrexéville - Culmont-Chalindrey
- Chalindrey - Chaumont - Saint-Dizier - Vitry-le-François - Châlons-en-Champagne - Epernay
- Lyon - Lozanne - L'Arbresle - Saint-Bel - Brignais
- Lyon - Roanne
- Lyon - Bourg-en-Bresse
- Amiens - Abbeville
- Amiens - Laon
- Rennes - Cancale
- Rennes - Châteaubriant
- Rennes - Saint-Malo - Dol-de-Bretagne - Saint-Brieuc
- Saint-Brieuc - Loudéac
- Plouaret - Lannion
- Morlaix - Roscoff
- Morlaix - Brest
- Marseille - Vintimille
- Nice - Cunéo
- Marseille - Miramas Via Port de Bouc et Via Rognac
- Marseille - Aix en Provence - Briançon
- Cannes - Ranguin
- Les Arcs - Draguignan
- Paris gare de Lyon - Lyon Perrache (via Montargis, Nevers, Moulins, Paray le Monial et Lozanne) en semi-express.
- Corbeil-Essonnes à Malesherbes
- Ligne d'Auray à Quiberon (service Tire-Bouchon de 1997 à 2000 en modernisés et 2001 à 2004 pour ceux qui le sont légèrement)

## Dépôts titulaires, Établissements Publics Régionaux[6],[7],[8],[9],[10],[11],[12]

### Situation au 1er janvier 1976[6]
- Longueau (85 engins en service)[6]
- Lyon-Vaise et Marseille-Blancarde (40 engins en service)[6]

(soit un total de 125 engins en service)

### Situation au 1er janvier 1979[7]
- Longueau (80 engins en service)[7]
- Marseille-Blancarde (45 engins en service)[7]

(soit un total de 125 engins en service)

### Situation au 1er janvier 1986[8]
- Longueau (83 engins en service)[8]
- Sotteville (16 engins en service)[8]

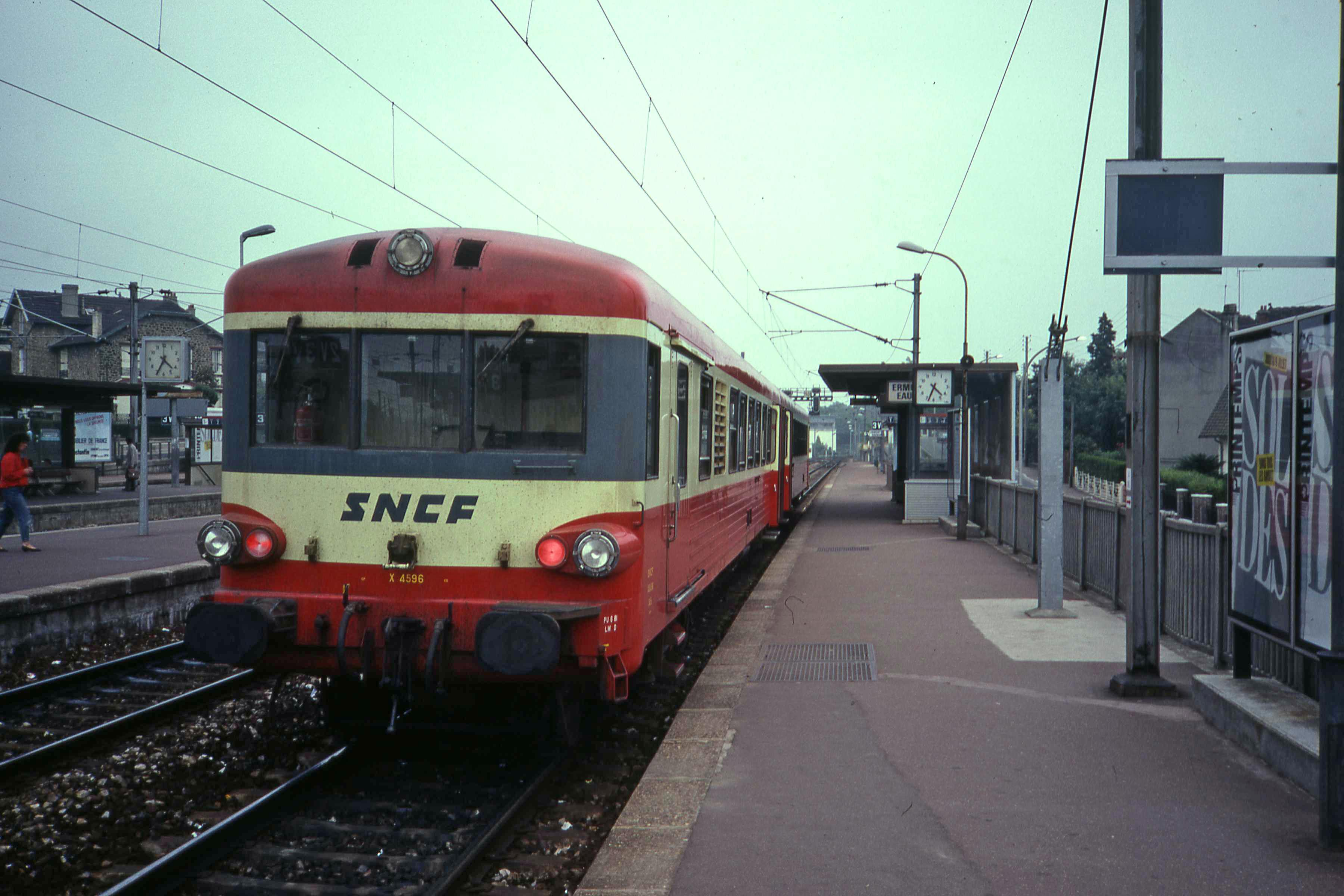
La couleur et l'aspect d'origine des engins avant la régionalisation et les rénovations.

- Marseille-Blancarde (26 engins en service)[8]

(soit un total de 125 engins en service)

### Situation au 1er janvier 1992[9]
- Longueau (71 engins en service non modernisés)[9]
- Sotteville (20 engins en service répartis entre 14 non modernisés et 6 TER Basse-Normandie qui le sont lourdement)[9]
- Rennes (11 engins en service répartis entre 4 non modernisés et 7 TER Bretagne qui le sont lourdement)[9]
- Marseille (22 engins en service non modernisés)[9]

(soit un total de 124 engins en service)

### Situation au 1er janvier 1994[10]
- Longueau (71 engins en service)[10]
- Sotteville (19 engins en service répartis entre 13 non modernisés et 6 TER Basse-Normandie qui le sont lourdement)[10]
- Rennes (12 engins en service répartis entre 4 non modernisés et 8 TER Bretagne qui le sont lourdement)[10]
- Marseille (22 engins en service non modernisés)[10]

(soit un total de 124 engins en service)

### Situation au 1er janvier 1998[11]
- Longueau (72 engins en service non modernisés)[11]
- Sotteville (13 engins en service répartis entre 3 non modernisés, 4 SNCF et 6 TER Basse-Normandie qui le sont lourdement)[11]
- Rennes (20 engins en service répartis entre 6 non modernisés SNCF, 6 modernisation légère TER Bretagne et 8 qui le sont lourdement)[11]
- Marseille (16 engins en service non modernisés)[11]

(soit un total de 121 engins en service)

### Situation au 1er janvier 2003[12]

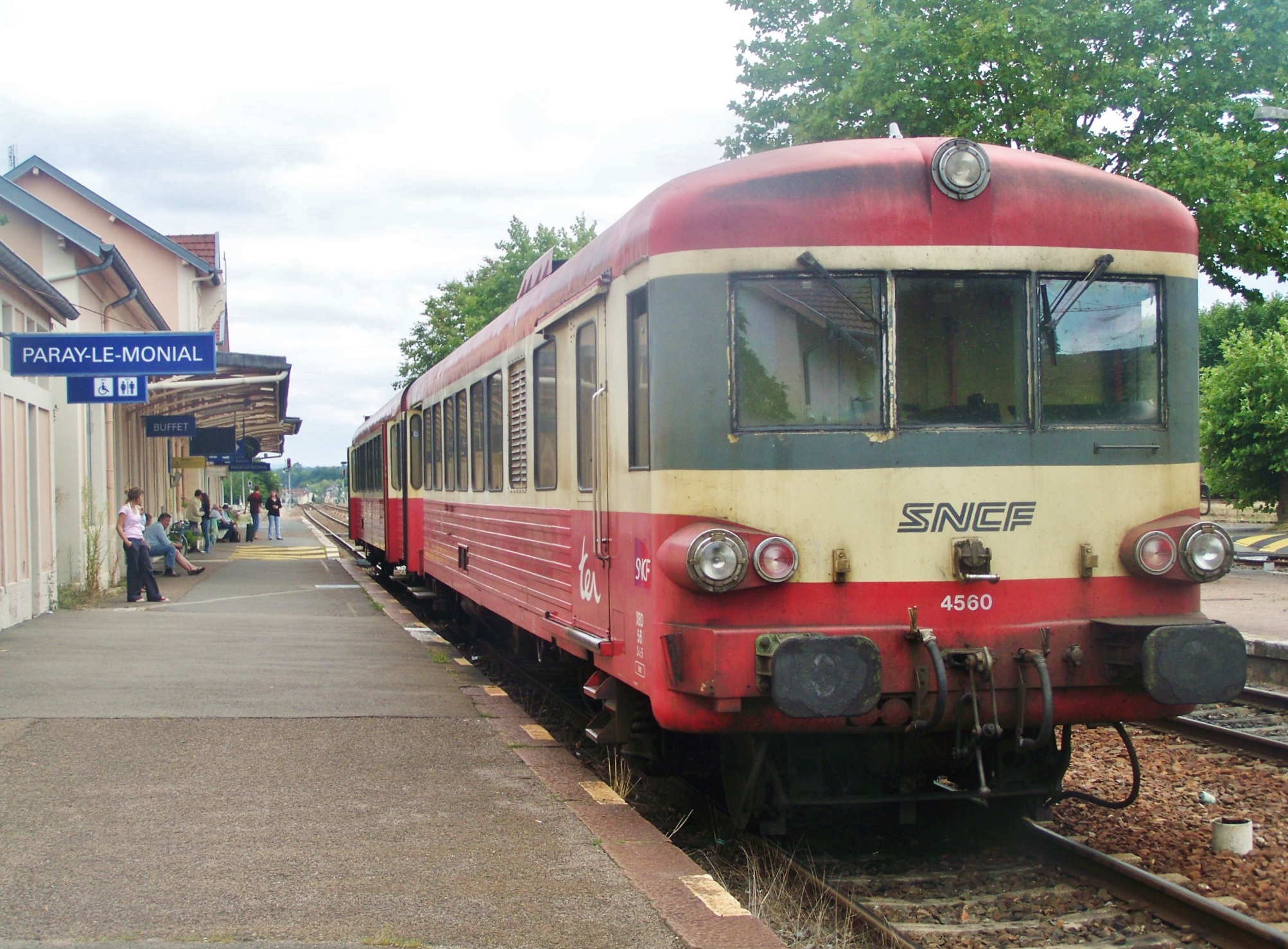
X 4560 à Paray-le-Monial en 2008.

- Longueau (48 engins en service répartis entre 28 non modernisés et 20 TER Picardie qui le sont légèrement)[12]
- Sotteville (9 engins en service répartis entre 3 non modernisés et 6 TER Basse-Normandie qui le sont lourdement)[12]
- Rennes (13 engins en service répartis entre 1 SNCF non modernisé, 4 TER Bretagne qui le sont légèrement et 8 lourdement)[12]
- Nevers (10 engins en service non modernisés dont 2 TER Bretagne pour la maintenance qui le sont légèrement)[12]
- Marseille (4 engins en service non modernisés)[12]

(soit un total de 84 engins en service)

### Situation au 1er janvier 2007[13]
- Longueau (19 engins en service répartis en 13 TER Picardie et 6 Nord Pas-de-Calais modernisés légèrement)[13]
- Sotteville (6 engins en service TER Basse ou Haute-Normandie avec modernisation lourde ?)[13]
- Rennes (13 engins en service répartis entre 1 SNCF non modernisé, 8 TER Bretagne en modernisation lourde et 4 qui le sont légèrement)[13]
- Nevers (15 engins en service répartis en 1 VFE, 5 TER Auvergne et 9 Bourgogne qui le sont légèrement)[13]
- Marseille (1 engin en service TER PACA modernisé légèrement)[13]

(soit un total de 54 engins en service)

### Situation en 2010
En 2010, seul le dépôt de Longueau possède 2 exemplaires de cette série

### Autorails préservés
- X 4506, CFT Viaduc 07 (association dissoute, engin démoli à Culoz en 2013).
- X 4511 (ex-Quercyrail, démoli)
- X 4519 (ex-Quercyrail, démoli)
- X 4545, Train du Pays Cathare et du Fenouillèdes (TPCF).
- X 4554, Train du Pays Cathare et du Fenouillèdes (TPCF).
- X 4567, Train touristique du centre-Var (ATTCV).
- X 4573, Train du Pays Cathare et du Fenouillèdes (TPCF).
- X 4590, Train touristique du centre-Var (ATTCV).
- X 4607, Train du Pays Cathare et du Fenouillèdes (TPCF).
- X 4620, Chemin de fer touristique de la Sarthe (Transvap). Restitué à la SNCF après rupture de la convention en 2017.
- X 4691, Amicale pour la mise en valeur de la voie ferrée de Caen à Flers (ACF).

### Autorails vendus à Regiotrans
Regiotrans (Caile Feà Regio-Trate Trans Brasov, en Roumanie) a acquis un lot de 19 autorails : X 4504, 4512, 4515, 4520, 4522, 4534, 4542, 4546, 4553, 4564, 4565, 4571, 4572, 4578, 4587, 4600, 4606, 4624 et 4626.

## Modélisme
Ces autorails ont été reproduits à l'échelle HO par les marques Jouef et LS Models et en version modernisée par Apocopa. En N, la marque Transmondia a reproduit la version non modernisée.